# Amphiascoides coreanus
Amphiascoides coreanus is een eenoogkreeftjessoort uit de familie van de Miraciidae. De wetenschappelijke naam van de soort is voor het eerst geldig gepubliceerd in 2007 door Lee, Soh & Suh.